# Ontario (Ohio)
Ontario ist eine Stadt im Richland County im US-Bundesstaat Ohio. Sie ist Teil des Großraums Mansfield.
Sie wurde 1834 am westlichen Rand des Allegheny-Plateaus gegründet, gleich westlich der Stadt Mansfield. Nach der Eingemeindung im Jahr 1958 wurde Ontario aufgrund der Erie Railroad und seiner Nähe zu Mansfield zu einem Zentrum der Schwerindustrie. Den Industrie-Schwerpunkt verlor die Stadt allerdings im späten 20. Jahrhundert, als ein Großteil der Erie Railroad, die einst durch die Stadt führte, aufgegeben wurde und Veränderungen in der Fertigungsindustrie zur Verlagerung vieler Fabriken führten. Die Industrie der Stadt hat sich seitdem auf den Dienstleistungssektor ausgeweitet, darunter Bildung, Finanzen und Gesundheitswesen.

## Geschichte
Ontario wurde von Hiram Cook gegründet und im Dezember 1834 als Siedlung in der Springfield Township nahe Mansfield aufgebaut. Im selben Monat vereinigte sich die ursprüngliche Siedlung Ontario mit New Castle, einer kleinen Ansiedlung, die westlich von Ontario an der gerade geplanten Strecke zwischen Mansfield und Bucyrus lag. New Castle wurde nach Henry Cassell benannt. Ontario erhielt seinen Namen nach dem Ontario County in New York, der Heimat des Gründers.
Im Jahr 1863 erreichte die Atlantic and Great Western Railroad (später die Hauptstrecke der Erie Railroad) Ontario und es wurde ein Bahnhof gebaut, der aber abgerissen wurde, nachdem die Bahnlinie im späten 20. Jahrhundert aufgegeben wurde.
Die Eröffnung des Lincoln Highway durch Ontario im Jahr 1913 hatte erheblichen Einfluss auf die Entwicklung der Stadt. Mit dem bundesweiten nummerierten Straßensystem ab 1928 wurde der Lincoln Highway zur US Route 30.
1956 errichtete General Motors ein großes Fisher-Body-Presswerk in der Springfield Township. Am 25. Juni 1958 stimmten die Bürger dafür, Ontario als Village zu inkorporieren. 1960 wurde die neue Ontario High School gebaut. Es gab ein Hallenbad, Theater, drei Werkstätten und zahlreiche moderne Unterrichtsräume und Labore.
Am 1. Juni 2009 meldete General Motors Insolvenz nach Chapter 11 an und kündigte die Schließung des Werks in Ontario für Juni 2010 an.
Seit Gründung wurden mehrere Gebiete eingemeindet und Millionen Dollar in die Infrastruktur wie Straßen, Wasser- und Abwasseranlagen, Parks, Schulen und neue Verwaltungsgebäude investiert. Die Stadtverwaltung war an mehreren Standorten untergebracht. 1986 zog sie in das Charles K. Hellinger Municipal Building. Am 30. April 2001 wurde Ontario mit mehr als 5.300 Einwohnern zur Stadt ernannt.

## Geografie
Die Stadt hat eine Fläche von 28,75 Quadratkilometern, davon 28,70 Quadratkilometer Land und 0,05 Quadratkilometern Wasser.

## Demografie

### Bevölkerungsentwicklung

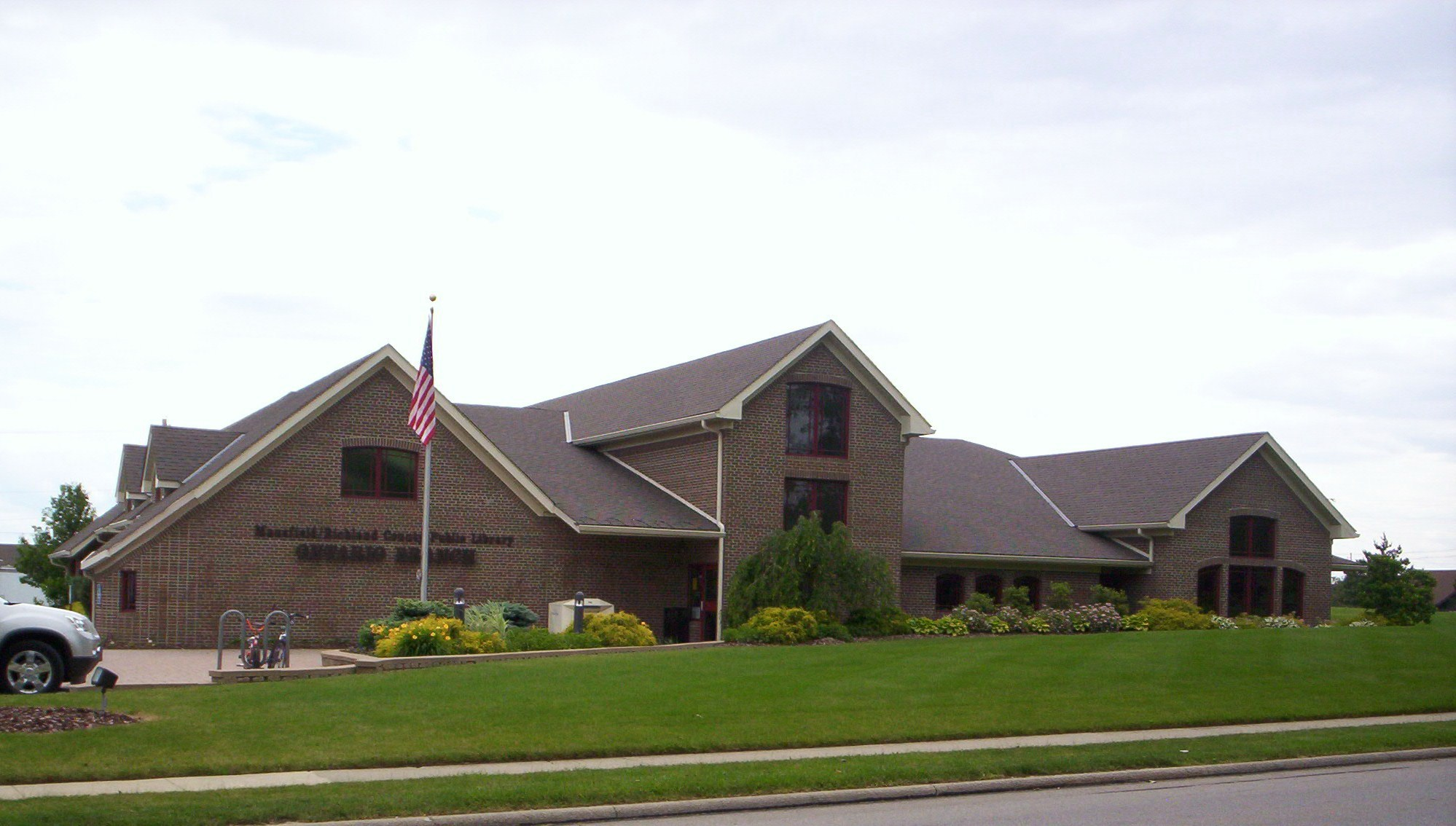
Ontario Library

| Jahr | Einwohner | %±     |
| ---- | --------- | ------ |
| 1960 | 3049      | —      |
| 1970 | 4345      | 42,5 % |
| 1980 | 4123      | −5,1 % |
| 1990 | 4026      | −2,4 % |
| 2000 | 5303      | 31,7 % |
| 2010 | 6225      | 17,4 % |
| 2020 | 6656      | 6,9 %  |

## Bildung

### Schulen
Die öffentlichen Schulen von Ontario umfassen 1820 Schüler in den öffentlichen Grundschulen und weiterführenden Schulen. Der Bezirk verwaltet drei öffentliche Schulen, darunter eine Grundschule, eine Middle School und eine High School.

### Bibliothek
Die Mansfield/Richland County Public Library betreibt eine Bibliothek in Ontario.

## Transport

### Eisenbahnen
Die Atlantic and Great Western Railroad erreichte 1863 Ontario und wurde später Teil der Erie Railroad. Der Betrieb wurde im späten 20.  Jahrhundert eingestellt und der Bahnhof wurde abgerissen. Erhalten blieb nur ein etwa acht Kilometer langer Abschnitt, der von Mansfield bis zum ehemaligen General-Motors-Werk in Ontario führt.

### Autobahnen
Ontario ist seit 1913 Teil des Lincoln Highway. Die Straße ist seit 1928 als US Route 30 bekannt ist. Neben der Fernstraße binden auch die State Routes 309, 314 und 430 die Stadt an die Region an.

### Öffentliche Verkehrsmittel
Der öffentliche Nahverkehr wird vom Richland County Transit betrieben. An fünf Tagen pro Woche verbinden Buslinien Ontario mit Mansfield sowie umliegenden Gemeinden wie Shelby und Madison Township.